# Jacques Arnoux
Jacques Arnoux (né le 7 avril 1938 au Langon (Vendée), mort le 8 août 2019 à Antony), est un athlète français, spécialiste de la marche.

## Biographie
Il est sacré champion de France du 20 km marche en 1970 et 1971, et du 50 km marche en 1960, 1961, 1963, 1964 et 1966.
Il participe aux Jeux olympiques de 1960 et se classe 28e du 50 km marche.
Il a détenu le record de France du 50 000 m marche sur piste (4 h 29 min 12 s 4 en 1963) ainsi que la meilleure performance française sur 50 km marche (4 h 18 min 35 s en 1965).